# Blackheart (Dawn Richard)
Blackheart è il terzo album in studio della cantante statunitense Dawn Richard, pubblicato nel gennaio 2015. 

## Tracce
1. Noir (Intro) – 1:23
2. Calypso – 4:25
3. Blow – 4:29
4. Billie Jean – 4:37
5. Adderall / Sold (Outerlude) – 7:28
6. Swim Free – 3:59
7. Titans (Interlude) – 2:06
8. Warriors – 5:40
9. Projections – 5:59
10. Castles – 4:42
11. Phoenix (featuring Aundrea Fimbres) – 4:04
12. Choices (Interlude) – 2:58
13. The Deep – 5:07
14. Blackheart (Outro) – 4:30

## Critica
Il disco è stato classificato alla posizione #50 tra i migliori album del 2015 secondo Pitchfork.